# Тнекеево
Тнекеево — деревня в Сабинском районе Татарстана. Входит в состав Юлбатского сельского поселения.

## География
Находится в северо-западной части Татарстана на расстоянии приблизительно 3 км на юго-восток по прямой от районного центра поселка Богатые Сабы у речки Казкаш.

## История
Основана во второй половине XVII, упоминалось также как По речке Уре, Чёлка. В начале XX века упоминалось о наличии мечети и мельницы.  В Деревне так же жили Серебряники.
По сведениям переписи 1897 года, в деревне Тнекеево (По реке Уре) Мамадышского уезда Казанской губернии жили 700 человек (317 мужчин и 383 женщины), все мусульмане.

## Население
Постоянных жителей было: в 1782 году — 70 душ мужского пола, в 1859—589, в 1897—742, в 1908—894, в 1920—873, в 1926—665, в 1938—525, в 1949—414, в 1970—241, в 1979—422, в 1989—191, 183 в 2002 году (татары 100 %), 180 в 2010.